# انری دی
انری دی (انگلیسی: Henri Disy; ۶ سپتامبر ۱۹۱۳ – ۱ سپتامبر ۱۹۸۹) شناگر، و بازیکن واترپلو اهل بلژیک بود.